# خمير محلة (أملش الشمالي)
خمیر محلة (بالفارسية: خمیرمحله) هي قرية تقع في إيران في قسم أملش الشمالی الريفي. يقدر عدد سكانها بـ 46 نسمة بحسب إحصاء 2016.